# Зимовники (Ростовська область)
Зимовники — селище (до 1992 — селище міського типу, адміністративний центр Зимовниківського району Ростовської області й Зимовниківського сільського поселення.
Площа селища — 17,2 км2. Розташоване за 295 км на схід від Ростова-на-Дону, на річці Мала Куберле (сточище Дона).

## Історія
Історія села Зимовники почалася у 1898 році й пов'язана з будівництвом залізниці «Тихоріцька — Царицин» Владикавказької залізниці, що була введена в дію 1 липня 1899 року. На залізниці з'явилася станція Калмицька, навколо неї почало зростати селище. Оточували його численні місця утримання тварин, що йменувалися зимівниками. Станція й село стали місцем ярмарків з продажу худоби, відправлення її залізницею. Село було переважно заселено українськими селянами.
У 1904 році станція Калмицька перейменована на станцію Зимовники.
До початку 1920-х населений пункт при станції, називався хутір Калмицький. Адміністративно хутір відносився до юрту станиці Ново-Олексіївська. Згідно з Алфавітним списком населених місць Області війська Донського на хуторі Калмицькому були 349 дворів, мировий суддя, судовий слідчий, молитовний будинок, поштове відділення, парафіяльне училище, цегельний завод, два парові борошномельні млини, проживало 640 душі чоловічого та 701 жіночої статі.
У 1924 році в складі Сальського округу Донської області був утворений Зимовниківський район, селище отримало статус районного центру. Згідно з першого Всесоюзного перепису населення 1926 року в селищі Зимівники мешкало 2885 осіб, більшість населення становили українці — 1731, великороси — 798. Населення селища швидко зростало. Згідно з переписом 1939 року у селищі мешкало вже 9439 осіб, у тому числі 4722 чоловіки і 4717 жінок.
З 1928 по 1932 рік селище також виконував функції адміністративного центру Калмицького району Сальського округу Північно-Кавказького краю.
У роки Другої Світової війни в районі Зимівники проходили запеклі бої. Зазнавши поразки в районі Котельниковського, 4-а танкова армія відходила на рубіж Морозовськ — Зимівники, маючи намір на ньому зупинити наступ військ Південного фронту 8 січня 1943 року 6-й механізований корпус (6 мк) брав участь у контрударі й звільненні Зимівників.

## Фізико-географічна характеристика
Селище розташоване на сході Ростовської області в межах Сальсько-Маницької гряди Ергенінської височини, що є частиною Східноєвропейської рівнини, над річкою Мала Куберле (переважно на правому березі річки), на висоті 58 метрів над рівнем моря. Рельєф місцевості горбисто-рівнинний, місцевість має загальний ухил у напрямку до річки Велика Куберле. Ґрунти темно-каштанові. Ґрунтоутворюючі породи — глини і суглинки.
По автомобільній дорозі відстань до Ростова-на-Дону становить 280 км, до найближчого міста Волгодонськ — 47 км. Селище є важливим транспортним вузлом. У селищі розташована станція Зимовники залізничної гілки Тихорєцька — Волгоград Північно-Кавказької залізниці. Через селище проходять регіональні автодороги Волгоград — Сальськ, Волгодонськ — Зимівники та Зимівники — Еліста.
Клімат
Клімат помірний континентальний (згідно з класифікацією кліматів Кеппена-Гейгера — Dfa). Середньорічна температура повітря позитивна і становить + 9,4 °C, середня температура найхолоднішого місяця — січня — 4,9 °C, найспекотнішого місяця — липня + 23,9 °C. Розрахункова багаторічна норма опадів — 421 мм. Найменша кількість опадів випадає на березень (норма — 27 мм), найбільша на червень (45 мм) та грудень (43 мм).

## Населення

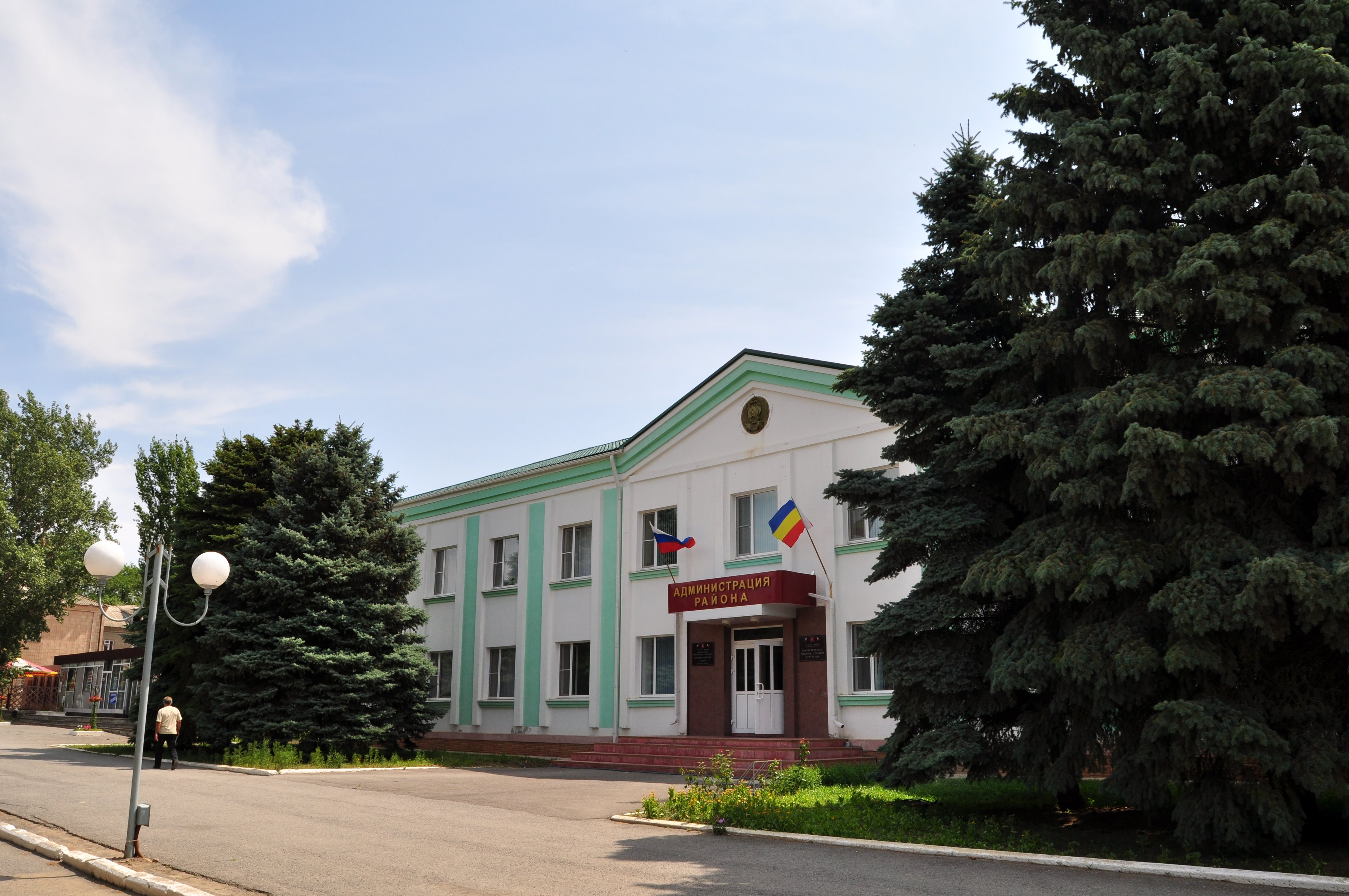
Зимівники. Будівля адміністрації

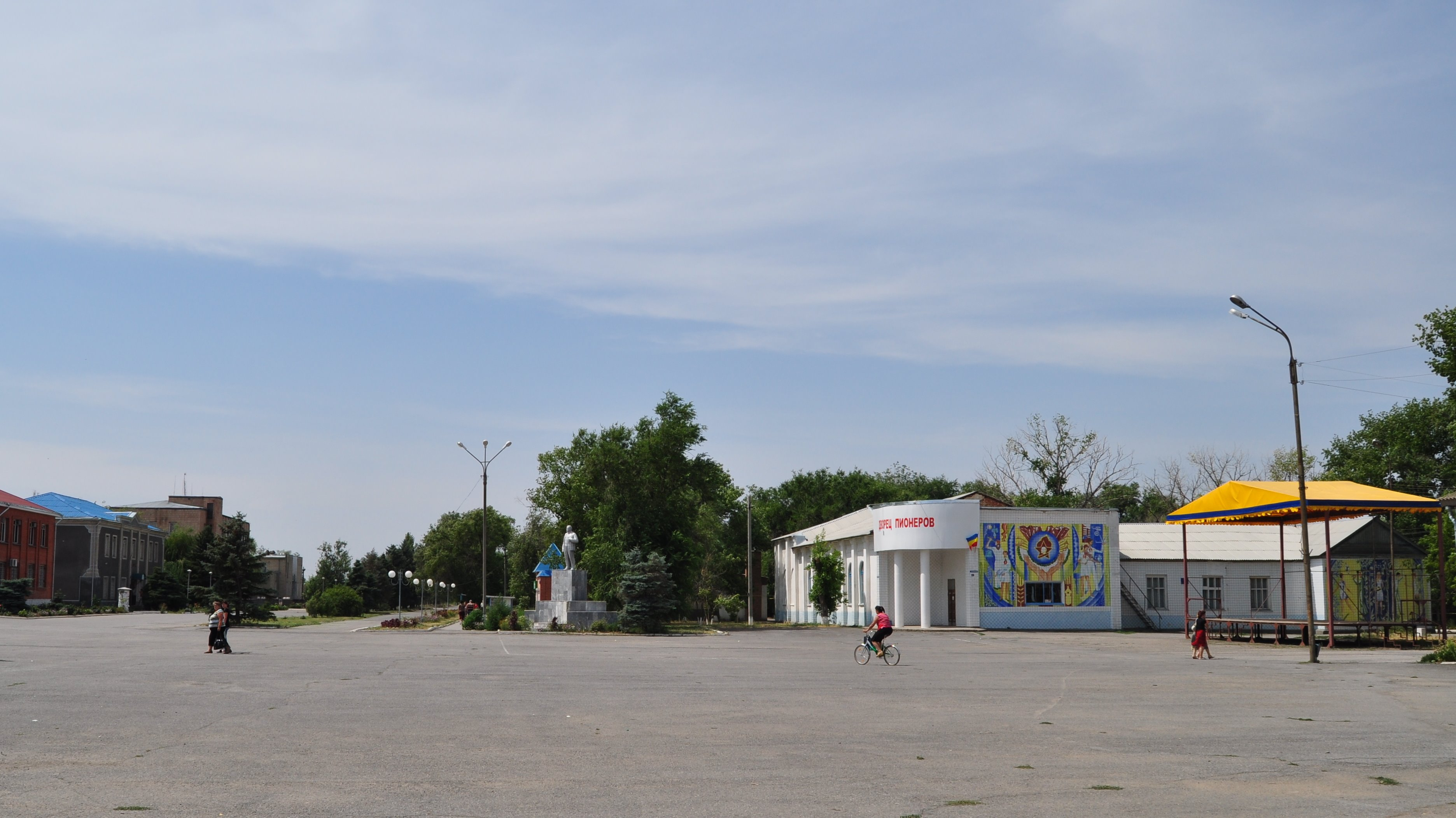
Зимівники. Площа, палац піонерів

Динаміка чисельності населення
| 1915 | 1926 | 1939 | 1959 | 1979  | 1989  | 2010  |
| ---- | ---- | ---- | ---- | ----- | ----- | ----- |
| 1341 | 2885 | 9439 | 5614 | 16870 | 16934 | 18070 |

## Економіка
Підприємства:
- м'ясокомбінат,
- асфальтобетонний завод,
- елеватор.

Є залізнична станція Зимівники на лінії «Волгоград — Тихорєцька».

## Пам'ятки
- Зимовниківський краєзнавчий музей

## Відомі люди
- Братишкин, Михайло Іванович (нар. 1924) — радянський і російський державний діяч.
- Глущенко, Федір Іванович (1944—2017) — з 1973 року український диригент, народний артист УРСР (1982).
- Дяченко, Андрій Олександрович (нар. 1982) — російський військовий льотчик, майор, Герой Російської Федерації.
- Карпенко, Володимир Васильович (1926—2005) — російський радянський письменник, член Спілки письменників СРСР.
- Макарчук, Єфрем Федосійович (1896—1943) — радянський воєначальник.
- Хаїрова, Віра Яківна (1919—2005) — ветеран Другої світової війни, учасник оборони Москви, заслужений працівник охорони здоров'я, почесний громадянин Зимовниковского району.
- Чередниченко, Дмитро Петрович (нар. 1924) — педагог, відмінник народної освіти РРФСР (1978), відмінник освіти СРСР (1984), почесний громадянин селища Зимівники (1998).[12]

## Пам'ятки
- У селищі розташований пам'ятник — танк Т-34-85 на постаменті:

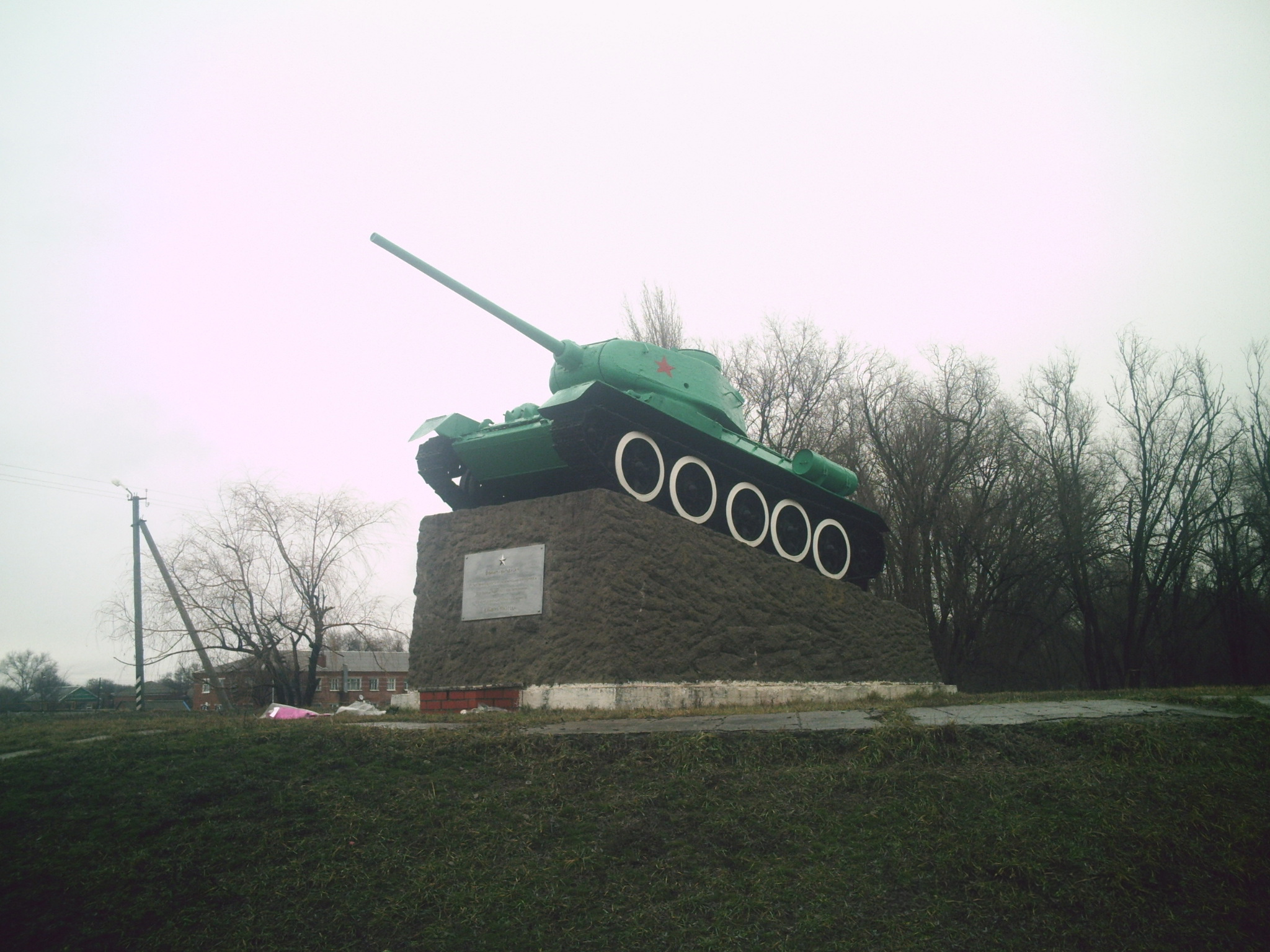
Пам'ятник
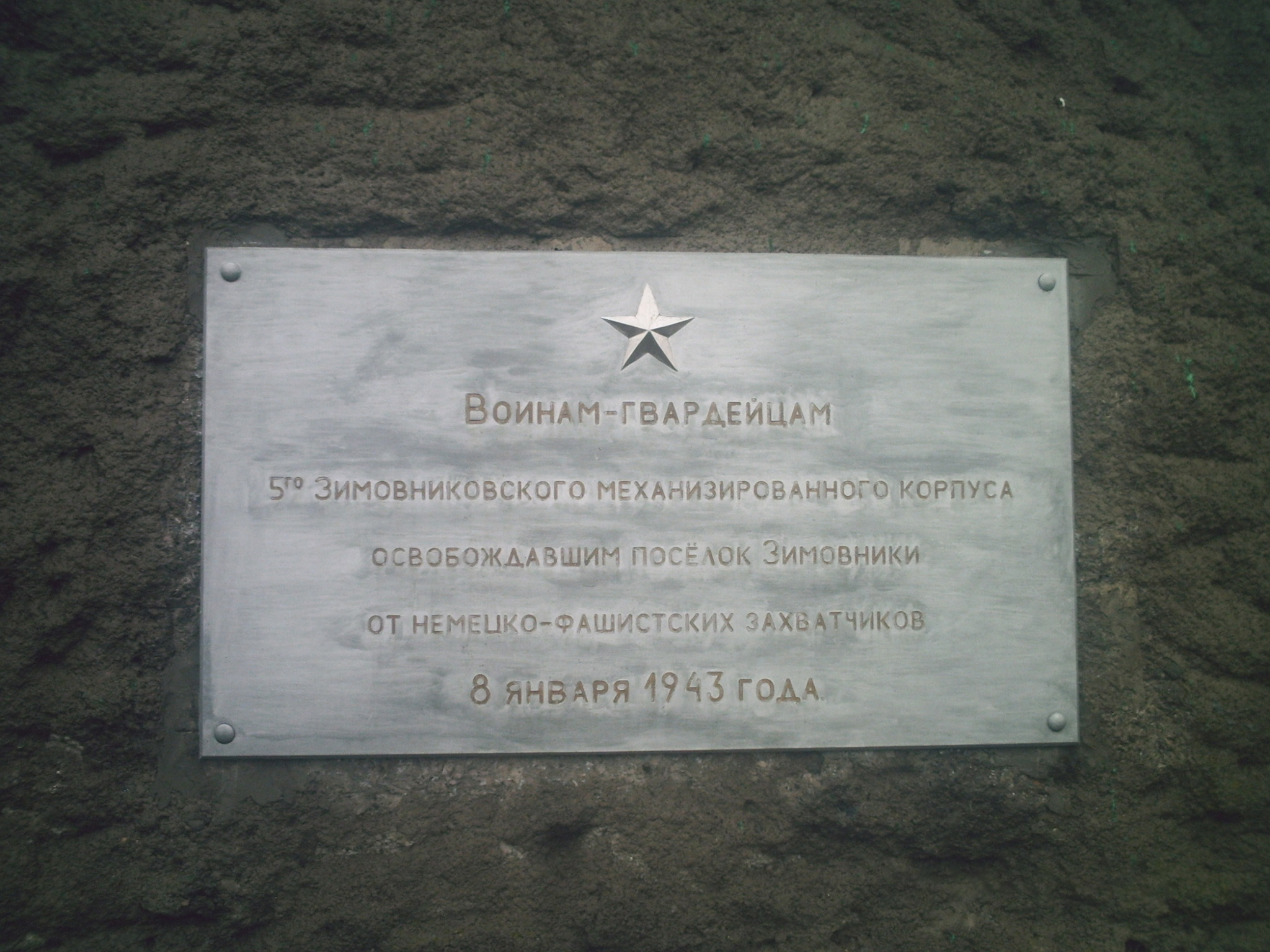
Меморіальна дошка воїнам-гвардійцям Зимовниковского механізованого корпусу